# Grigori Petrovski
Grigori Ivanovich Petrovski (em russo: Григорий Иванович Петровский, em ucraniano: Григорій Іванович Петровський) (23 de janeiro de 1878 - 9 de janeiro de 1958) foi um político soviético de origem ucraniana, Presidente do Comité Executivo Central da URSS (chefe de Estado) entre 30 de dezembro de 1922 e 12 de janeiro de 1938. Ingressou no Partido Operário Social-Democrata Russo em 1897, na corrente bolchevique desde a sua criação em 1903. Foi um dirigente ativo durante a Revolução russa e uma das quatro pessoas escolhidas para fazer parte do Comité Executivo Central de Sovietes da URSS em dezembro de 1922. Nesse cargo permaneceu até 1940 quando se retirou da política e ocupou a direção do Museu da Revolução em Moscovo. 

## Biografia
Após a Revolução de Outubro, Grigori Petrovski foi nomeado Comissário do Interior, ocupando esse cargo entre 30 de novembro de 1917 e 1 de março de 1919. Nesse papel, supervisou as atividades da Tcheka, que era então a polícia secreta da União Soviética, e foi um dos advogados do Terror vermelho. Ainda, foi um dos membros da delegação russa na sinatura do Tratado de Brest-Litovsk em 1917. Em 1922 converteu-se no representante da República Socialista Soviética de Ucrânia no Comité Executivo Central da URSS, desde onde se opus ao nacionalismo ucraniano</ref>. Daí, foi elegido Presidente do Presidium do Soviete Supremo da URSS. 
Não foi retaliado nos processos do Grande Expurgo, mas sim alguns dos seus colaboradores como Stanislav Kosior, Vlas Tchubar ou Sukholmin. Contudo, foi apartado dos seus cargos políticos por Iosif Stalin e, em 1940, ocupou a direção do Museu da Revolução da URSS em Moscovo. Jamais regressou à política. 

## Legado
A cidade de Iekaterinoslav foi renomeada Dnipropetrovsk em 1926 na sua honra. Porém, depois da queda da União Soviética, o seu papel foi revisado e, junto com Lazar Kaganovitch é considerado o principal responsável polas políticas stalinistas na Ucrânia, incluído o episódio conhecido como Holodomor (em ucraniano: Голодомор). Essa relação, porém, constitui ainda hoje um tema polémico não suficientemente aclarado polos historiadores. Em 2016, a cidade de Dnipropetrovsk foi novamente renomeada em Dnipro. Essa relação, porém, constitui ainda hoje um tema polémico não suficientemente aclarado polos historiadores. 

## Outros artigos
- Comunismo
- Gulag
- Holodomor
- Terror vermelho